# Stazione di Chiba
La Stazione di Chiba (千葉駅?, Chiba-eki) è la principale stazione ferroviaria di Chiba nella prefettura di Chiba e si trova nel quartiere di Chūō-ku. Si tratta di una delle maggiori stazioni del nord del Kantō, dalla quale si diramano diverse linee di Shinkansen.

## Storia
La stazione fu aperta il 20 luglio 1894 L'edificio attuale risale al 1963, ma nel 2010 sono iniziati dei lavori di restauro ed espansione che dovrebbero volgere a termine nel 2015.

## Linee e servizi
East Japan Railway Company
■ Linea principale Sōbu
■ Linea Narita
■ Linea Uchibō
■ Linea Sotobō
■ Linea Chūō-Sōbu
■ Linea Sōbu Rapida
Monorotaia urbana di Chiba
● Linea 1
● Linea 2

## Struttura
| Binari | Linea                        | Destinazioni principali |
| ------ | ---------------------------- | --- |
| 1-2    | ■ Linea Chūō-Sōbu (locale)   | Inage, Tsudanuma, Nishi-Funabashi, Shin-Koiwa, Kinshichō, Akihabara e Shinjuku                                                                      |
| 3-4    | ■ Linea Uchibō               | Soga, Goi, Kisarazu, Kimitsi, Tateyama, Chikura, Ama-Kamogawa                                                                                       |
| 3-4    | ■ Linea Yokosuka/Sōbu Rapida | Tsudanuma, Funabashi, Ichikawa, Kinshichō, Tokyo, Yokohama e Ōfuna                                                                                  |
| 5-6    | ■ Linea Sotobō               | Soga, Ōami, Mobara, Kazusa-Ichinomiya, Ōhara, Katsuura, Amo-Kamogawa e, via linea Tōgane, Tōgane e Narutō                                           |
| 5-6    | ■ Linea Yokosuka/Sōbu Rapida | Tsudanuma, Funabashi, Ichikawa, Kinshichō, Tōkyō, Yokohama e Ōfuna                                                                                  |
| 7-8    | ■ Linea principale Sōbu      | Sakura, Yachimata, Narutō, Yōkaichiba, Asahi e Chōshi                                                                                               |
| 7-8    | ■ Linea Yokosuka/Sōbu Rapida | Tsudanuma, Funabashi, Ichikawa, Kinshichō, Tōkyō, Yokohama e Ōfuna                                                                                  |
| 9-10   | ■ Linea Narita               | Sakura, Narita, Namekawa, Sawara, Omigawa, Sasagawa, Chōshi e, via linea Kashima, per Kashima-Jingū, via diramazione aeroporto per Narita Aeroporto |
| 9-10   | ■ Linea Yokosuka/Sōbu Rapida | Tsudanuma, Funabashi, Ichikawa, Kinshichō, Tōkyō, Yokohama e Ōfuna                                                                                  |